# Dorceau
Dorceau är en kommun i departementet Orne i regionen Normandie i nordvästra Frankrike. Kommunen ligger i kantonen Rémalard som tillhör arrondissementet Mortagne-au-Perche. År 2013 hade Dorceau 386 invånare.

## Befolkningsutveckling
Antalet invånare i kommunen Dorceau
| Referens: INSEE |